# Platypteryg

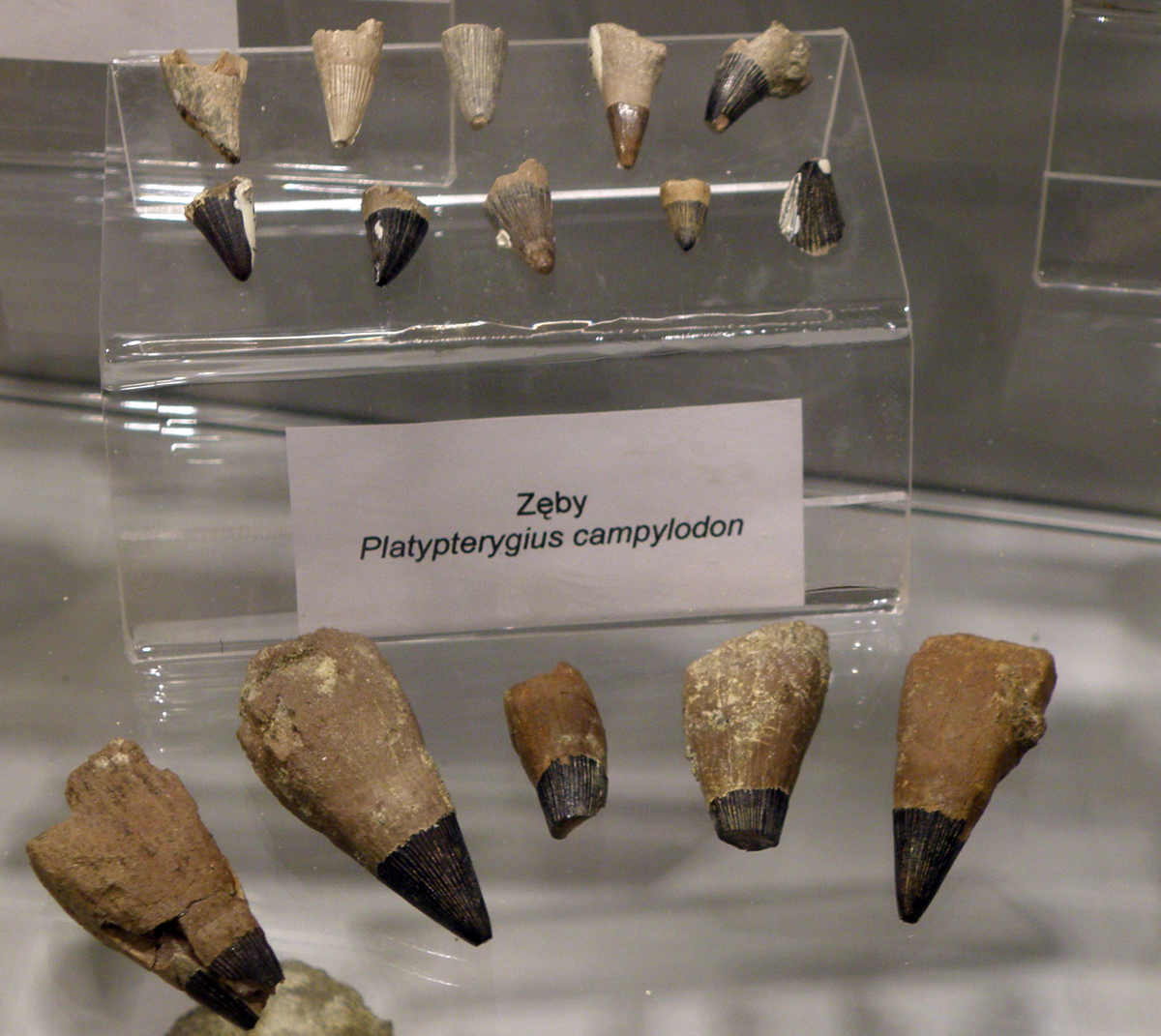
Zęby Platypterygius campylodon (Muzeum Ewolucji PAN)

Platypteryg (Platypterygius) – ichtiozaur prawdopodobnie należący do rodziny Ophthalmosauridae. Z analizy kladystycznej przeprowadzonej przez Michaela Caldwella (1997) wynikała jego przynależność do rodziny Leptonectidae; jednak późniejsza analiza Maischa i Matzkego (2000) wykazała jego przynależność do Ophthalmosauridae. Także późniejsi autorzy (np. Maisch, 2010 czy Fischer, 2012) zaliczają rodzaj Platypterygius do Ophthalmosauridae.
Żył w okresie wczesnej kredy (ok. 112-100 mln lat temu) w okolicach Azji, Ameryki Północnej, Australii i obecnej Europy. Długość ciała ok. 7 m, masa ok. 200 kg. Jego szczątki znaleziono w Australii, Nowej Zelandii, Europy Zachodniej, Rosji i Stanów Zjednoczonych.
Posiadał szczątkowy palec przy przedniej płetwie. Miał stosunkowo małe oczy i mocne zęby. W wodzie rozwijał prędkość 30-45 km/h.
W 2008 roku naukowcy z Instytutu Paleobiologii PAN, Uniwersytetu Marii Curie-Skłodowskiej i Speleoklubu Beskidzkiego odnaleźli w starej kopalni fosforytów w Annopolu nad Wisłą szczątki ichtiozaura z gatunku Platypterygius campylodon.
Gatunki platypteryga:
- Platypterygius platydactylus (Broili, 1907) (typowy)
- Platypterygius australis (M'Coy, 1867) = Ichthyosaurus australis M'Coy, 1867 = ?Platypterygius longmani Wade, 1990[7]
- Platypterygius hauthali (von Huene, 1927)
- Platypterygius americanus (Nace, 1939)
- Platypterygius hercynicus Kuhn, 1946
- Platypterygius kiprijanoffi Romer, 1968
- Platypterygius birjukovi (Ochev i Efimov, 1985) = Simbirskiasaurus birjukovi Ochev i Efimov, 1985
- Platypterygius bedengensis (Efimov, 1997) = Plutoniosaurus bedengensis Efimov, 1997
- Platypterygius sachicarum Paramo, 1997
- Platypterygius bannovkensis Archangielski, 1998
- Platypterygius ochevi Archangielski vide Archangielski et al., 2008 =?Maiaspondylus cantabrigiensis (Lydekker, 1888)[8]

Zdaniem Fischera (2012) z opisu holotypu gatunku Platypterygius campylodon (Carter, 1846) nie wynika, że ma on jakiekolwiek cechy diagnostyczne; zbadanie holotypu nie jest zaś możliwe, gdyż najprawdopodobniej zaginął. Dodatkowo z badań Fischera wynika, że domniemane autapomorfie rodzaju Platypterygius w rzeczywistości albo nie występują u wszystkich gatunków zaliczanych do tego rodzaju, ale występują także u innych przedstawicieli rodziny Ophthalmosauridae. Co za tym idzie, konieczne są badania skamieniałości wszystkich gatunków z rodzaju Platypterygius dla stwierdzenia, czy istotnie zasadne jest zaliczanie ich wszystkich do jednego rodzaju.